# Pristimantis allpapuyu
Pristimantis allpapuyu é uma espécie de anfíbio anuro da família Strabomantidae. Está presente no Equador. A UICN classificou-a como deficiente de dados.